# فرح محبوب
فرح محبوب (من مواليد 27 مايو 1966) قاضية من بنغلاديش من دائرة المحكمة العليا.

## النشأة والتعليم
محبوب الرحمن والد فرح محبوب هو محامٍ بارز في المحكمة العليا في بنغلاديش. حصلت فرح محبوب على شهادة إس إس سي من مدرسة وكلية فيغارونيسا نون في عام 1983، ثم حصلت على شهادة الثانوية العامة من كلية هولي كروس عام 1985. أكملت شهادتها الجامعية وتخرجت في القانون من جامعة دكا.

## الحياة المهنية
تم تسجيل فرح محبوب كمحامية للمحكمة الجزئية في 15 سبتمبر 1992. بعد نجاحها في المحكمة الجزئية تم إدراجها في دائرة المحكمة العليا وقسم الاستئناف في المحكمة العليا في بنغلاديش في 9 أبريل 1994 و15 مايو و2002 على التوالي. تم ترقيتها كقاضية إضافية في دائرة المحكمة العليا في 23 أغسطس 2004 وتم تعيينها قاضية في نفس القسم في 23 أغسطس 2006. سوف تتقاعد في 26 مايو 2033.

## الحياة الشخصية
تزوجت محبوب من شهريار سيد حسين عام 1992. لديهما ابنة واحدة اسمها فريسة. توفيت والدتها فيروزة محبوب في 29 نوفمبر 2015.